# 南原峡
南原峡（なばらきょう）は、広島市安佐北区南原の太田川上流の支流南原川にある約5kmにわたる渓谷で、紅葉の名所としても知られている。

## 概要
備前坊山、可部冠山、堂床山などの山々に囲まれた峡谷である。渓流沿いに常緑広葉樹と落葉広葉樹の混じる萌芽林がある。石采（いしうね）の滝、加賀津の滝など大小無数の瀑布と深淵があり、静謐な森林の中に遊歩道が設けられている。南原峡県立自然公園の指定地となっている。

## 周辺の施設
- 南原峡キャンプ場
- 南原峡国際つり場
- 南原ダム
- 中国電力研修センター
- 可部冠山
- 広島県自然歩道南原峡ルート

## 交通
- 広島バスセンター、広島駅（南口）から南原峡研修センター行きの広島交通のバスで約70分。下車後徒歩約30分。